# Eublemma
Eublemma es un género de lepidópteros antes en la familia Noctuidae. Ahora en la subfamilia Boletobiinae de Erebidae (o en Acontiinae según otros).
Los palpos labiales son curvados hacia arriba. Las antenas del macho tienen cilias delicadas y pequeñas. Las larvas tienen dos pares de patas falsas abdominales.
Algunas especies se alimentan de insectos escamas y podrían ser usadas como controles biológicos.

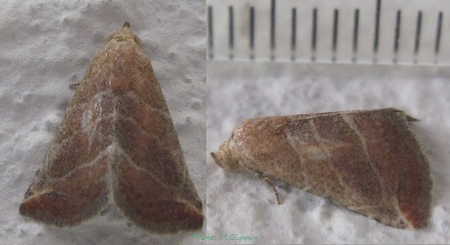
Eublemma baccalix

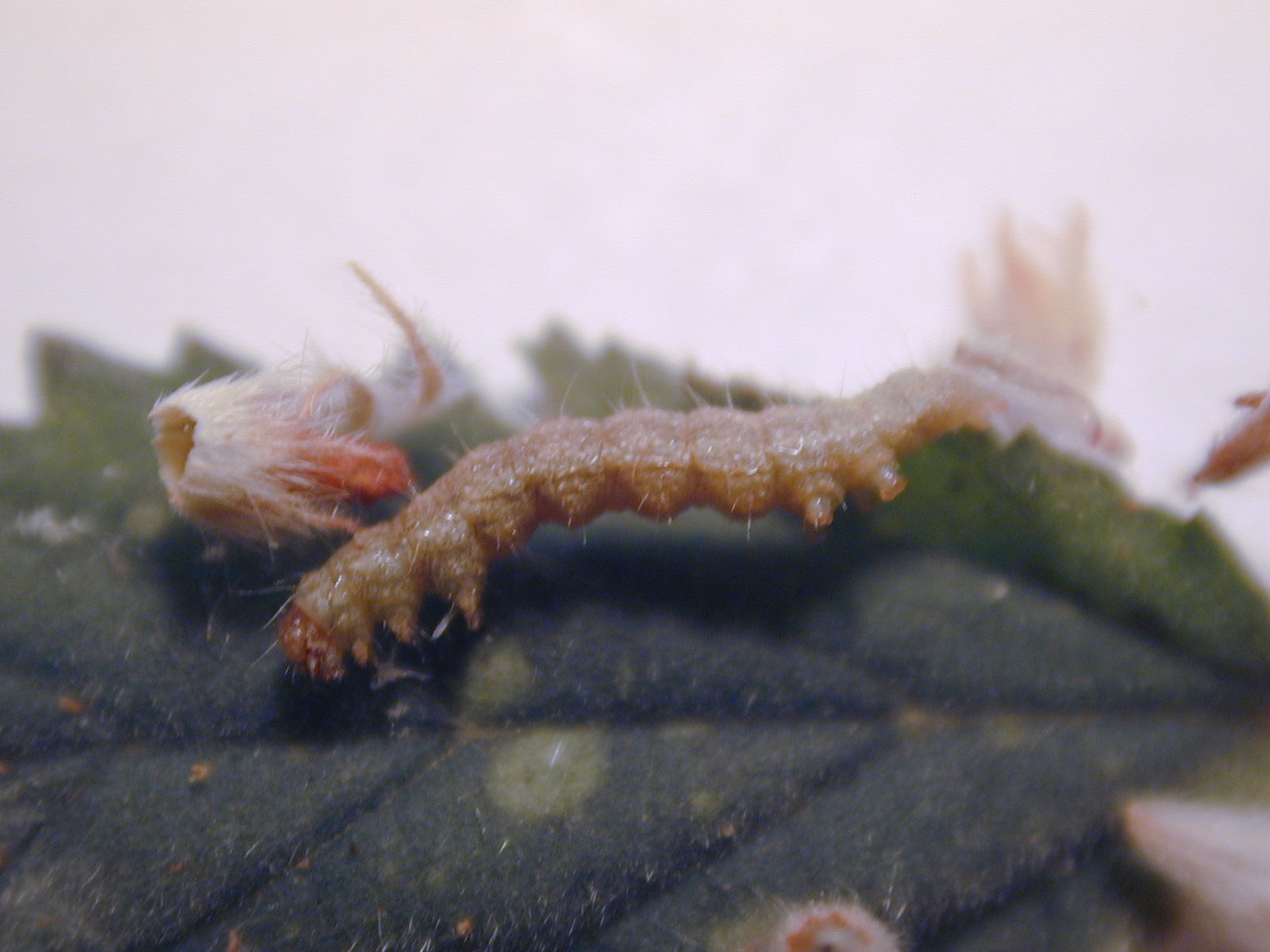
Eublemma accedens, larva

## Especies
- Eublemma acarodes Swinhoe, 1907
- Eublemma acuta Candéze, 1927
- Eublemma acutiangulatalis Rothschild, 1915
- Eublemma afghana Wiltshire, 1961
- Eublemma aftob Brandt, 1938
- Eublemma agnella Brandt, 1938
- Eublemma agrapta Hampson, 1898
- Eublemma albicans Guenée, 1852
- Eublemma albicosta Hampson, 1910
- Eublemma albida Duponchel, [1843]
- Eublemma albifascia Hampson, 1910
- Eublemma albipennis Hampson, 1910
- Eublemma albipurpurea Warren, 1913
- Eublemma albivena Hampson, 1905
- Eublemma albivestalis Hampson, 1910
- Eublemma albivia Hampson, 1914
- Eublemma albostriata Wileman & West, 1929
- Eublemma aliena Krüger, 1939
- Eublemma almaviva Berio, 1947
- Eublemma amabilis Moore, [1884]
- Eublemma amasina Eversmann, 1842
- Eublemma amphidasys Turner, 1933
- Eublemma amydrosana Rebel, 1947
- Eublemma anachoresis Wallengren, 1863
- Eublemma angulata Butler, 1882
- Eublemma antoninae Nagaraja & Nagarkatti, 1970
- Eublemma apicata Distant, 1898
- Eublemma apicipunctalis Brandt, 1939
- Eublemma apicipunctum Saalmüller, 1891
- Eublemma arenostrota Hampson, 1916
- Eublemma atrifusa Hampson, 1910
- Eublemma atrimedia Hampson, 1914
- Eublemma aurantiaca Hampson, 1910
- Eublemma baccalix Swinhoe, 1886
- Eublemma basalis Möschler, 1890
- Eublemma basiplaga Bethune-Baker, 1911
- Eublemma batanga Draudt, 1950
- Eublemma bicolora Bethune-Baker, 1911
- Eublemma bifasciata Moore, 1881
- Eublemma bilineata Hampson, 1902
- Eublemma bipars Gaede, 1935
- Eublemma bipartita Hampson, 1902
- Eublemma bistellata Wiltshire, 1961
- Eublemma bolinia Hampson, 1902
- Eublemma boursini Bytinski-Salz & Brandt, 1937
- Eublemma brunneifusa Gaede, 1935
- Eublemma brunneosa Bethune-Baker, 1911
- Eublemma brygooi Viette, 1966
- Eublemma buettikeri Wiltshire, 1980
- Eublemma bulla Swinhoe, 1884
- Eublemma caduca Christoph, 1893
- Eublemma caelestis Brandt, 1938
- Eublemma candicans Rambur, 1858
- Eublemma candidana Fabricius, 1794
- Eublemma canipes Rebel, 1917
- Eublemma carneola Hampson, 1910
- Eublemma carneotincta Hampson, 1910
- Eublemma carterotata Dyar, 1919
- Eublemma chamila Draudt, 1936
- Eublemma chionophlebia Hampson, 1910
- Eublemma chlorochroa Hampson, 1910
- Eublemma chlorotica Lederer, 1858
- Eublemma chopardi Berio, 1954
- Eublemma cinnamomea Herrich-Schäffer, 1868
- Eublemma cochylioides Guenée, 1852
- Eublemma colla Schaus, 1893
- Eublemma confusa Rothschild, 1920
- Eublemma conistrota Hampson, 1910
- Eublemma conspersa Butler, 1880
- Eublemma costivinata Berio, 1945
- Eublemma cremorna Hampson, 1918
- Eublemma cyrenaea Turati, 1924
- Eublemma daphoena Hampson, 1910
- Eublemma daphoenoides Berio, 1941
- Eublemma debilis Christoph, 1884
- Eublemma debivar Berio, 1947
- Eublemma delicata Felder & Rogenhofer, 1874
- Eublemma deliciosa Möschler, 1880
- Eublemma deserta Staudinger, 1900
- Eublemma deserti Rothschild, 1909
- Eublemma dichroma Rebel, 1907
- Eublemma dimidialis Fabricius, 1794
- Eublemma dinawa Bethune-Baker, 1906
- Eublemma dissecta Saalmüller, 1891
- Eublemma dissoluta Rothschild, 1921
- Eublemma draudti Bytinski-Salz & Brandt, 1937
- Eublemma dyscapna Fletcher, 1961
- Eublemma eburnea Turati, 1927
- Eublemma ecthaemata Hampson, 1896
- Eublemma elychrysi Rambur, 1833
- Eublemma emir Culot, 1915
- Eublemma ephimera Hampson, 1910
- Eublemma epistrota Hampson, 1910
- Eublemma eremochroa Hampson, 1916
- Eublemma ernesti Rothschild, 1915
- Eublemma eupethecica Hampson, 1910
- Eublemma exanimis Hampson, 1918
- Eublemma exigua Walker, [1858]
- Eublemma faroulti Rothschild, 1911
- Eublemma fasciola Saalmüller, 1891
- Eublemma flavescens Hampson, 1918
- Eublemma flavia Hampson, 1910
- Eublemma flavibasis Hampson, 1918
- Eublemma flaviceps Hampson, 1902
- Eublemma flaviciliata Hampson, 1910
- Eublemma flavicosta Hampson, 1910
- Eublemma flavida Hampson, 1902
- Eublemma flavinia Hampson, 1902
- Eublemma flavistriata Hampson, 1910
- Eublemma flavitermina Hampson, 1910
- Eublemma foedosa Guenée, 1852
- Eublemma fugitiva Christoph, 1877
- Eublemma fulvitermina Hampson, 1910
- Eublemma galacteoides Berio, 1937
- Eublemma gayneri Rothschild, 1901
- Eublemma geometriana Viette, 1981
- Eublemma geyri Rothschild, 1915
- Eublemma glaucizona Hampson, 1908
- Eublemma goniogramma Hampson, 1910
- Eublemma gratiosa Eversmann, 1854
- Eublemma griseofimbriata Gaede, 1935
- Eublemma guiera Bradley, 1969
- Eublemma hansa Herrich-Schäffer, [1851]
- Eublemma hemichiona Hampson, 1918
- Eublemma heterogramma Mabille, 1881
- Eublemma himmighoffeni Milliére, 1867
- Eublemma hypozonata Hampson, 1910
- Eublemma ignefusa Hampson, 1910
- Eublemma illota Christoph, 1887
- Eublemma inconspicua Walker, 1865
- Eublemma innocens Butler, 1886
- Eublemma insignifica Rothschild, 1924
- Eublemma iophaenna Turner, 1920
- Eublemma irresoluta Dyar, 1919
- Eublemma jocularis Christoph, 1877
- Eublemma keyserlingi Bienert, 1869
- Eublemma khonoides Wiltshire, 1980
- Eublemma kruegeri Wiltshire, 1970
- Eublemma kuelekana Staudinger, 1871
- Eublemma lacteicosta Hampson, 1910
- Eublemma lacteola Rothschild, 1914
- Eublemma lentirosea Hampson, 1910
- Eublemma leptinia Mabille, 1900
- Eublemma leucanides Staudinger, 1889
- Eublemma leucodesma Lower, 1899
- Eublemma leucomelana Hampson, 1902
- Eublemma leuconeura Hampson, 1910
- Eublemma leucota Hampson, 1910
- Eublemma leucozona Hampson, 1910
- Eublemma lozostropha Turner, 1902
- Eublemma lucanitis Hampson, 1910
- Eublemma lutosa Staudinger, 1891
- Eublemma maraschensis Osthelder, 1933
- Eublemma marginula Herrich-Schäffer, [1851]
- Eublemma marmaropa Meyrick, 1902
- Eublemma marmorata Wileman & West, 1929
- Eublemma melabasis Hampson, 1914
- Eublemma melabela Hampson, 1910
- Eublemma melanodonta Hampson, 1910
- Eublemma melasema Hampson, 1918
- Eublemma mesophaea Hampson, 1910
- Eublemma mesozona Hampson, 1914
- Eublemma miasma Hampson, 1891
- Eublemma microptera Brandt, 1939
- Eublemma minima Guenée, 1852
- Eublemma minutata Fabricius, 1794
- Eublemma minutoides Poole, 1989
- Eublemma misturata Hampson, 1910
- Eublemma monotona Le Cerf, 1911
- Eublemma morosa Wiltshire, 1970
- Eublemma munda Christoph, 1884
- Eublemma murati Brandt, 1939
- Eublemma muscatensis Wiltshire, 1980
- Eublemma nelvai Rothschild, 1920
- Eublemma nigribasis Bethune-Baker, 1911
- Eublemma nigrivitta Hampson, 1902
- Eublemma nives Brandt, 1938
- Eublemma noctuelioides Wiltshire, 1971
- Eublemma nuristana Wiltshire, 1961
- Eublemma nyctichroa Hampson, 1910
- Eublemma nyctopa Bethune-Baker, 1911
- Eublemma obscura Krüger, 1939
- Eublemma ochricosta Hampson, 1916
- Eublemma ochrobasis Hampson, 1910
- Eublemma ochrochroa Hampson, 1910
- Eublemma odontophora Hampson, 1910
- Eublemma olmii Berio, 1937
- Eublemma ornatula Felder & Rogenhofer, 1874
- Eublemma orthogramma Snellen, 1872
- Eublemma ostrina Hübner, [1808]
- Eublemma pallidula Herrich-Schäffer, [1856]
- Eublemma panonica Freyer, 1840
- Eublemma parallela Freyer, 1841
- Eublemma parva Hübner, [1808]
- Eublemma parvisi Berio, 1940
- Eublemma parvoides Brandt, 1939
- Eublemma pendula Joannis, 1928
- Eublemma penicillata Hampson, 1902
- Eublemma perkeo Rothschild, 1921
- Eublemma permixta Staudinger, 1897
- Eublemma pernivea Rothschild, 1920
- Eublemma perobliqua Hampson, 1910
- Eublemma phaeapera Hampson, 1910
- Eublemma plumbosa Distant, 1899
- Eublemma popovi Wiltshire, 1953
- Eublemma porphyrescens Hampson, 1914
- Eublemma postrosea Gaede, 1935
- Eublemma postrufa Hampson, 1914
- Eublemma postrufoides Poole, 1989
- Eublemma posttornalis Rothschild, 1915
- Eublemma proleuca Hampson, 1910
- Eublemma psamathea Hampson, 1910
- Eublemma pseudepistrota Brandt, 1938
- Eublemma pseudonocuta Rothschild, 1921
- Eublemma pseudostrina Rothschild, 1914
- Eublemma pseudoviridis Brandt, 1939
- Eublemma pudica Snellen, 1880
- Eublemma pulcherrima Wiltshire, 1982
- Eublemma pulchra Swinhoe, 1886
- Eublemma pulverulenta Warren & Rothschild, 1905
- Eublemma punctilinea Hampson, 1902
- Eublemma pura Hübner, [1813]
- Eublemma purinula Turati, 1934
- Eublemma purpurina [Schiffermüller], 1775
- Eublemma purulenta Turati, 1934
- Eublemma pusilla Eversmann, 1837
- Eublemma pyrastis Hampson, 1910
- Eublemma pyrochroa Hampson, 1918
- Eublemma pyrosticta Joannis, 1910
- Eublemma quadrilineata Moore, 1881
- Eublemma quinarioides Berio, 1947
- Eublemma ragusana Freyer, 1845
- Eublemma ragusanoides Berio, 1954
- Eublemma recta Guenée, 1852
- Eublemma reducta Butler, 1894
- Eublemma reninigra Berio, 1945
- Eublemma respersa Hübner, 1790
- Eublemma reussi Gaede, 1935
- Eublemma rhodocraspis Druce, 1909
- Eublemma rietzi Fibiger, Ronkay, Zilli & Yela, 2010
- Eublemma rivula Moore, 1882
- Eublemma roseana Moore, 1881
- Eublemma rosecincta Hampson, 1910
- Eublemma roseonivea Walker, [1863]
- Eublemma rosina Hübner, [1803]
- Eublemma rosinans Lucas, 1938
- Eublemma rubripuncta Hampson, 1902
- Eublemma rufimixta Hampson, 1918
- Eublemma rufoglactea Holloway, 1979
- Eublemma rufolineata Hampson, 1918
- Eublemma rufoscastanea Rothschild, 1924
- Eublemma rushi Wiltshire, 1961
- Eublemma sabia Felder & Rogenhofer, 1874
- Eublemma salangi Wilthire, 1961
- Eublemma sarcosia Hampson, 1910
- Eublemma savour Berio, 1950
- Eublemma sciaphora Hampson, 1910
- Eublemma scituloides Rebel, 1917
- Eublemma scotina Fletcher, 1963
- Eublemma scotopis Bethune-Baker, 1911
- Eublemma seminivea Hampson, 1896
- Eublemma semiochrea Krüger, 1939
- Eublemma siticuosa Lederer, 1858
- Eublemma sperans Felder & Rogenhofer, 1874
- Eublemma squalida Staudinger, 1878
- Eublemma staudingeri Wallengren, 1875
- Eublemma stictilinea Hampson, 1910
- Eublemma straminea Staudinger, 1891
- Eublemma striantula Wiltshire, 1961
- Eublemma stygiochroa Hampson, 1910
- Eublemma subrufula Rothschild, 1924
- Eublemma subvenata Staudinger, 1892
- Eublemma suppuncta Staudinger, 1891
- Eublemma suppura Staudinger, 1891
- Eublemma sydolia Schaus, 1940
- Eublemma symphona Prout, 1928
- Eublemma syrtensis Hampson, 1910
- Eublemma tachycornis Strand, 1920
- Eublemma taftana Brandt, 1941
- Eublemma taifensis Wiltshire, 1980
- Eublemma tephroclytioides Rothschild, 1924
- Eublemma terminimaculata Wileman, 1915
- Eublemma therma Hampson, 1910
- Eublemma thermobasis Hampson, 1910
- Eublemma thermochroa Hampson, 1910
- Eublemma thermosticta Hampson, 1910
- Eublemma thurneri Zerny, 1935
- Eublemma titanica Hampson, 1910
- Eublemma topi Hacker & Fibiger, 2006
- Eublemma trifasciata Moore, 1881
- Eublemma trigramma Hampson, 1910
- Eublemma tritonia Hampson, 1902
- Eublemma trollei Hacker & Fibiger, 2006
- Eublemma uniformis Staudinger, 1878
- Eublemma uninotata Hampson, 1902
- Eublemma variochrea Holloway, 1979
- Eublemma velocissima Turati, 1926
- Eublemma vestalis Butler, 1886
- Eublemma viettei Berio, 1954
- Eublemma virginalis Oberthür, 1881
- Eublemma viridis Staudinger, 1888
- Eublemma viridula Guenée, 1841
- Eublemma wagneri Herrich-Schäffer, [1851]
- Eublemma wollastoni Rothschild, 1901
- Eublemma xanthocraspis Hampson, 1910